# Nitrering
Nitrering är en kemisk reaktion vid vilken en nitrogrupp (-NO2) införs i en molekyl, vanligen genom att en väteatom ersätts.  Aromatiska kolväten kan nitreras till exempel med en blandning av salpetersyra och svavelsyra ("nitrersyra"), medan alifatiska kolväten nitreras med salpetersyra i gasfas vid hög temperatur. Nitrering utnyttjas vid framställning av en rad produkter inom den kemisk-tekniska industrin. Nitrering är även ett av tillverkningssätten för sprängämnen som TNT och dyl.
Nitrering är även en metod att ythärda stål. Stålet som ska härdas placeras i en gastät ugn, man värmer stålet till ca 510-530 grader och tillsätter ammoniakgas. Resultatet blir en hård yta som lämpar sig bra vid nötande slitage, och även motverkar skärning och förbättrar stålets korrosionsmotstånd.

En klassisk nitrering av bensen med salpetersyra och svavelsyra som katalysator.